# Ingeniørkorpset
Ingeniørkorpset blev oprettet 6. november 1684 og kaldtes oprindeligt Den danske Fortifikations-Etat. 1842 blev navnet ændret til Ingeniørkorpset. Korpset, som udgjorde den danske hærs ingeniørtropper, omfattede også telegraf- og radiokompagnier, der nu er udskilt i Telegrafregimentet. Korpset blev nedlagt 1932 og erstattet af Ingeniørtropperne.

## Historie
Det danske Ingeniørkorps eller, som det oprindeligt benævnedes, "den danske Fortifikations-Etat" er oprettet 6. november 1684; før den tid var ingeniørerne i den danske hær ikke organiserede i særskilte afdelinger, men var henlagte under Generalstaben.

### Oprettelse af den holstenske og den norske Fortifikations-Etat
Samme år oprettedes den holstenske og det følgende år den norske Fortifikations-Etat. 29. december 1763 samledes de tre adskilte etater til en fælles fortifikationsetat med sæde i København.

### Udvidelser
I den påfølgende periode fandt en udvidelse af etaten sted 1769, 1803 og 1809; det sidstnævnte år talte etaten i alt 41 officerer, hvilket tal efter Norges tab, ved Arméplanen af 1816, gik ned til 19.
En udvidelse fandt atter sted 1833, da Vejkorpset indlemmedes i etaten.

### Dobbelttjenester
Med 1842 begyndte en ny æra for Ingeniørkorpset, idet samme normeredes med ingeniørtropper, så at dets tjeneste fra nu af blev af en dobbelt art, bygningstjenesten og troppetjenesten; den sidste virksomhed omfattede to kompagnier, med garnison henholdsvis i Kastellet i København og i Rendsborg.

### Brokompaniet
November 1863 formeredes et 3. ingeniørkompagni — brokompagni.

### Hærloven
En større omordning af Ingeniørkorpset fandt først sted ved Hærloven af 6. juli 1867, ifølge hvilken Ingeniørkorpset skulle bestå af ingeniørstabe og ingeniørtropper, de sidste formerede i 1 linje- og 1 reservebataljon, hver på fire kompagnier.

### Udskilning
Omtrent samtidig — ved lov af 21. juni 1867 — udskiltes vejvæsenet fra Ingeniørkorpset, idet hovedlandevejenes bestyrelse fra 1. april 1868 overgik til amtsrådene.

### Sømineafdeling og jernbanekompagni
1870 oprettedes en sømineafdeling. Ved Tillæg til lov om Hærens ordning af 25. juli 1880 skete atter ændringer i Ingeniørkorpsets organisation. Ingeniørregimentet blev oprettet, og der oprettedes et jernbanekompagni, og linje- og reservebataljonen sammendroges til et regiment på fem linje- og tre reservekompagnier. Samtidig ophævedes Ingeniørkorpsets sømineafdeling, og søminevæsenet henlagdes fuldstændig under Marinen. Ved Lov af 13. april 1894 forøgedes Ingeniørkorpsets rammer med 4 officerer, der oprettedes et kystsignalkompagni, og fra 1897 var Ingeniørkorpset stationeret i den nybyggede Svanemøllens Kaserne, oftest benævnt Ingeniørkasernen.

### Ny organisation
Hærloven af 30. september 1909 fastsatte en ny organisation, der dog ikke blev fuldt gennemført før 1. januar 1914, og efter hvilken Ingeniørkorpset bestod af:
- Generalinspektøren for ingeniørtropperne med stab, to ingeniørdirektioner (se nedenfor) samt Ingeniørregimentet med tre ingeniørbataljoner, nemlig 1. bataljon (pionerbataljon) med 1., 2., 5. og 12. kompagni, 2. bataljon (pionerbataljon) med 3., 4., 6., 7. og 11. kompagni og 3. bataljon (telegrafbataljon) med 8., 9. og 10. kompagni. Af Kompagnierne er 1., 2., 3., 4. og 11. kompagni fæstningspionerkompagnier, 5., 6., 7. og 12. kompagni feltpionerkompagnier og 8., 9. og 10. kompagni telegrafkompagnier, 1.-10. kompagni var linjekompagnier, 11. og 12. reservekompagnier.

Ingeniørkorpsets faste rammer bestod da af en generalmajor — chef —, to oberster, fire oberstløjtnanter, 17 kaptajner, 23 premierløjtnanter, 4 officianter, 12 stabssergenter, 19 oversergenter og 53 sergenter samt 1 kaptajn, 4 løjtnanter og 8 underofficerer af reserven. Under Ingeniørkorpset sorterede endelig den tekniske komité, som afgav betænkning over arbejdsforslag m.m.
Ingeniørdirektion var en umiddelbart under Ingeniørkorpset sorterende administrativ myndighed, hvis chef, der var oberst eller oberstløjtnant, forestod alle arbejder og varetog alle forretninger ved de direktionen underlagte befæstninger, militære bygninger eller etablissementer, lejre m.m. Under Ingeniørkorpset fandtes tre (+ en midlertidig), senere to ingeniørdirektioner, af hvilke den 1. omfattede de militære etablissementer, kaserner m.m., den 2. samtlige befæstningsanlæg. Hver ingeniørdirektion var delt i tre bygningsdistrikter, og i spidsen for hver af disse stod en arbejdsbestyrende officer, som ordentligvis var kaptajn.

## Bygningstjenestens organisation
Organisationen af Ingeniørkorpsets Bygningstjeneste så således ud:

### Ingeniørgeneralen
1ste Ingeniørdirektion:
1ste Bygningsdistrikt
2det Bygningsdistrikt
3die Bygningsdistrikt (-1898 og 1909-)
4de Bygningsdistrikt (1886-1890 og 1893-1897)
2den Ingeniørdirektion:
1ste Bygningsdistrikt (1891-)
2det Bygningsdistrikt (1891-)
3die Bygningsdistrikt (1891-)
3die Ingeniørdirektion (nedlagt 1910):
1ste Bygningsdistrikt. (1898-1910)
2det Bygningsdistrikt. (1898-1910)
4de Ingeniørdirektion (midlertidig) (oprettet 1886 – nedlagt 1891):
1ste Bygningsdistrikt (1886-1891)
2det Bygningsdistrikt (1886-1891)
3die Bygningsdistrikt (1887-1890)
4de Bygningsdistrikt (1888-1890)
Fæstningsingeniørkommandoen (oprettet 1893 – nedlagt 1903)

## Fjerde ingeniørdistrkt
På grund af de store arbejder i forbindelse med anlæggelsen af Københavns Befæstning 1886-1894 blev den fjerde ingeniørdirektion oprettet.